# Comuna Pielești, Dolj
Pielești este o comună în județul Dolj, Oltenia, România, formată din satele Câmpeni, Lânga și Pielești (reședința).
Comuna Pielești face parte din zona metropolitană a orașului Craiova avănd împreună proiecte comune.
Topografia comunei este aceea de picior de munte, alcătuită din câmpuri largi separate de văi adânci. Altitudinea este de 171 metri deasupra nivelului mării. Forma comunei este plană, cu dealuri de 30-40 metri înălțime, dealuri ce formează albia râului Teslui. Solurile sunt argiloase, brune. Resursele naturale cuprind exploatări de petrol și gaze naturale.
Comuna Pielești este traversată de calea ferată 901 București–Craiova, ce a fost pusă în funcțiune la data de 5/17 ianuarie 1875. Calea ferată intră în comună prin partea de vest, cotește către sud și parăsește teritoriul comunei prin partea de sud-vest. Există două stații în comună: halta Toporaș între Pielești și Pîrșani și stația Pielești, localizată la 2 km sud de satul Pielești.
Comuna a fost fondată prin legea administrativă la data de 31 martie/12 aprilie 1864. De-a lungul timpului structura comunai s-a schimbat, reformele administrative a variatelor regimuri au blocat sau deblocat diverse sate. În mare măsură unele sate au fost aproape dintotdeauna părți ale comunei și sunt și astăzi parte integrantă. Altele decât așezările din Pielești, la drumul european E70, foarte multe noi unități s-au dezvoltat, având profile economice variate: show-room și service, depozite pentru materiale de construcții, restaurante, moteluri, popasuri.
Se învecinează cu comuna Robănești în sud-est, cu municipiul Balș din Județul Olt în est și în nord, cu comuna Ghercești în nord-vest și în vest, cu municipiul Craiova în sud-vest, și cu comuna Cârcea în sud. 

## Demografie
Componența etnică a comunei Pielești
     Români (91,45%)
     Alte etnii (0,45%)
     Necunoscută (8,1%)
Componența confesională a comunei Pielești
     Ortodocși (89,52%)
     Alte religii (1,61%)
     Necunoscută (8,87%)
Conform recensământului efectuat în 2021, populația comunei Pielești se ridică la 4.666 de locuitori, în creștere față de recensământul anterior din 2011, când fuseseră înregistrați 3.609 locuitori. Majoritatea locuitorilor sunt români (91,45%), iar pentru 8,1% nu se cunoaște apartenența etnică. Din punct de vedere confesional, majoritatea locuitorilor sunt ortodocși (89,52%), iar pentru 8,87% nu se cunoaște apartenența confesională.

## Politică și administrație
Comuna Pielești este administrată de un primar și un consiliu local compus din 13 consilieri. Primarul, Aurelia Filip[*], de la Partidul Social Democrat, este în funcție din 1 noiembrie 2024. Începând cu alegerile locale din 2024, consiliul local are următoarea componență pe partide politice:
|  | Partid                          | Consilieri | Componența Consiliului | Componența Consiliului | Componența Consiliului | Componența Consiliului | Componența Consiliului |
|  | ------------------------------- | ---------- | ---------------------- | ---------------------- | ---------------------- | ---------------------- | ---------------------- |
|  | Partidul Social Democrat        | 5          |                        |                        |                        |                        |                        |
|  | Partidul Național Liberal       | 4          |                        |                        |                        |                        |                        |
|  | Uniunea Salvați România         | 2          |                        |                        |                        |                        |                        |
|  | Alianța pentru Unirea Românilor | 1          |                        |                        |                        |                        |                        |
|  | Forța Dreptei                   | 1          |                        |                        |                        |                        |                        |

Dezvoltare comună 2016-2020:
- Alimentare cu gaze în comună - 30km
- Canalizare în comună - 10km
- Alimentare cu apă în Cîmpeni - 5km
- Asfaltare strazi comunale - 13km
- Modernizare drumuri comunale - 4km
- Realizare Casă de cultură Pielesti

## Economie
Ocupațiile tradiționale ale locuitorilor comunei sunt bazate pe agricultură, cultivarea plantelor în gospodăriile proprii, creșterea animalelor: bovine, porci, oi și păsări, serviciile, construcțiile și comerțul. Pentru a capitaliza tradiția economică a comunei, pentru a deveni mai productivă, un boom pentru dezvoltarea locală, se dorește a se atrage investiții în agricultură și în creșterea animalelor.
Este nevoie de investiții pentru extinderea și îmbunătățirea exploatării agricole curente prin stimularea dezvoltării fermelor ecologice vegetale, structurate în funcție de culturi, de dezvoltarea unor structuri asociative capabile să efectueze activități eficiente în agricultură. Este necesar să se asigure condiții optime pentru procesarea și vânzarea produselor agricole, atragerea furnizorilor de servicii specifice pentru munca mecanizată, protecția fito-sanitară, achiziționarea semințelor selectate și tratate, arii care pot influența pozitiv calitatea și eficiența activităților în agricultură.
Competitivitatea crescândă în sectorul creșterii animalelor vizează alinierea regiunii la standardele europene, îmbunătățirea raselor, creșterea productivității muncii și introducerea noilor tehnologii care să îmbunătățească calitatea produselor și să stimuleze competitivitatea pe piețele locale și externe. În acest sens, va exista suportul pentru consolidarea noilor ferme, promovarea asociațiilor de producători, la fel de bine precum și îmbunătățirea nișei de piață a agiculturii ecologice.
Pe raza comunei Pielești există în jur de 150 de firme printre care enumerăm pe categorii:
Firme de productie:
- Producție geamuri și ferestre termopan : Casa noastră – QFort

- Producție de mase plastice

- Producție de utiliaje tehnologice: Dico Romania

- Producție alimentară: Morărit și Panificații: Ovicons

Firme de distributie:
Distribuție Mașini:
- Reprezentanțe: Toyota, Mercedes, Skoda, Peugeout, Citroen, Seat, Volkswagen

Distribuție Mașini Agricole: Claas, Lamborghini
Distribuție Produse Alimentare: Mezeluri Elit, Pui Vechea Măcelărie
Distributie Produse Ceramice (gresie, faianță): Primordial
Distributie Produse Farmaceutice: A-Amedical
Distributie Echipamente și Instalații Sanitare și de Încălzire: Romstal
Distribuție Îngrășăminte și Ierbicide: Alcedo
Distribuție de Arbuști și Plante Ornamentale: Oltenia Garden
De asemenea pe raza comunei exista unul dintre cele mai bogate zăcăminte de gaze naturale din zona de sud, fiind forate peste 100 de puțuri de extracție, ce alimentează cel mai mare deposit subteran din zona Ghercești.
Comuna Pielești face parte din zona metropolitană Craiova și are o serie de proiecte în comun cu acesta pentru contractare de fonduri europene. 

## Agricultura
Pe raza comunei Pielești există exploatații agricole pe o suprafață de 5856 ha teren arabil care este muncit în exploatații agricole de peste 100 de ha în numar de 5 și exploatații individuale, gospodărești în număr de 1200.
Pe acestea se cultivă culturi agricole specifice zonei de câmpie:
- Rapita

- Porumb

- Orz

- Rapita

- Floarea soarelui.

- Grâu

Pe raza comunei Pielești există ferme de creștere a animalelor, și de asemenea ferme petru producția de lapte în număr de 2 cu peste 100 de vaci de lapte. În cadrul comunei mai există o fermă de oi cu peste 80 de capete. Vița de vie se cultivă în prezent pe suprafețe individuale mici. Există 5 societăți agricole pe raza comunei care lucrează terenul prin arendarea sa de la proprietari, persoane fizice.
Mai jos enumerăm câteva date statistice corespunzătoare anului 2011 privind suprafață agricolă 6427 ha dintre care:
- Vii: 56 ha

- Fânețe, pajiști naturale: 515 ha

- Suprafață arabilă: 5856 ha

Date statistice cu privire la animalele care sunt crescute în comună, statistica corespunzătoare anului 2011:
- Vaci de lapte pe raza comunei: 770 de capete

- Total bovine: 1170 capete

- Porcine: 1970 capete

- Ovine: 485 capete

- Cabaline: 70 capete
- Caprine: 650 capete
- Familii de Albine: 150 familii
- Păsări: 15000 de capete[10]

## Personalități născute aici
- Virginia Bonci-Ioan (1949 - 2020), atletă.